# Aphodius rectus
Aphodius rectus is een keversoort uit de familie bladsprietkevers (Scarabaeidae). De wetenschappelijke naam van de soort is voor het eerst geldig gepubliceerd in 1866 door Motschulsky.